# メケ・メケ
『メケ・メケ』（フランス語: Méqué méqué）は、1954年発表のフランスのシャンソン曲である。シャルル・アズナヴール（Charles Aznavour）作詞、ジルベール・ベコー（Gilbert Bécaud）作曲。映画監督ジュールス・ダッシンの子息ジョー・ダッサンが歌った。日本では丸山明宏（現・美輪明宏）が訳詞し、歌った。

## 概要

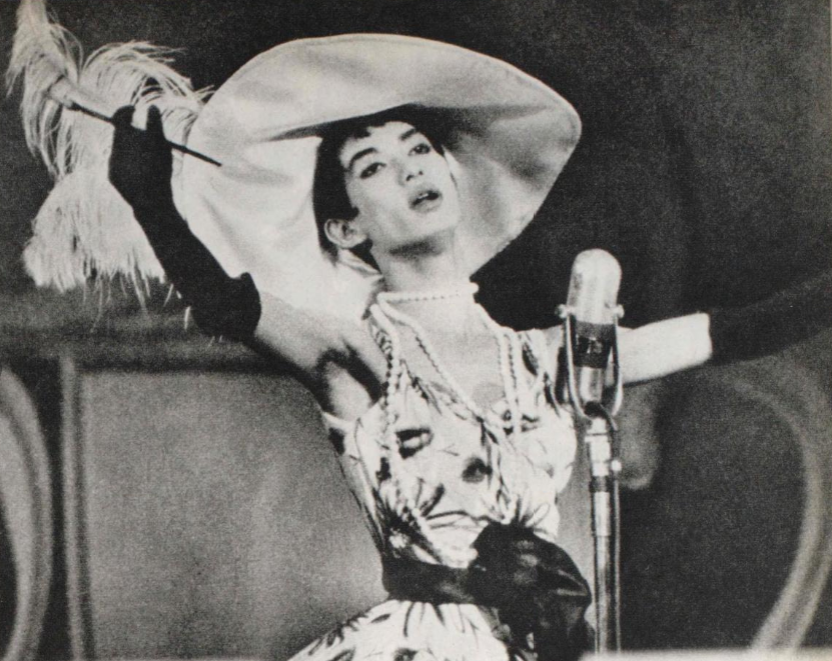
日本劇場で「メケ・メケ」を歌う丸山明宏（現：美輪明宏）

仏領マルティニークの原住民は、フランス語の「Mais, qu'est-ce que c'est?」（メケスクセ、「だけどそれがどうしたの?」の意）を訛って「Méqué méqué?」（メケメケ）と発音する、という話をアズナブールが耳にし、その語感の面白さに感化されてできたという。
日本では、1957年（昭和32年）、当時22歳のシャンソン歌手丸山明宏（現：美輪明宏）が自ら邦訳したバージョン（日本コロムビア）が名高く、そのおかげで、楽曲はフランスでの知名度よりも、日本でのそれの方が高い。

## 歌詞内容
原詞では旅立つ男が嘆き悲しむ女の姿を見、自責の念に駆られ海に飛び込んで恋人のもとに引き返すハッピーエンド（それを見てサメたちも呆気にとられる）であるのに対し、邦訳は「手切れ金をもらえず、女がバカヤローと謗り、男は愛想を尽かす」という大変コミカルなものになっている。原作の「絵に描きたい程きれいな」「けなげな想い」を持った女性のイメージがどこかへ行ってしまった。
越路吹雪は薩摩忠が訳詞した全く別の日本語詞で歌唱しており、こちらは概ね原詞に沿ったものになっている。

## カヴァー
- 越路吹雪
- 芦野宏
- 加藤和彦（「Dr.ケスラー」名義） - スネークマンショー『スネークマン・ショー 急いで口で吸え』所収（1981年）
- コシミハル - 『シャンソン・ソレール』所収（1995年）
- 美輪明宏（1957年 SB-31、コロムビア）

## 関連事項
- ジルベール・ベコー（en:Gilbert Bécaud）
- ジョー・ダッサン（en:Joe Dassin）